# Bajrang Punia
Bajrang Punia (n. 26 februarie 1994, Khudan⁠(d), India) este un luptător ce a reprezentat India, medaliat olimpic. A participat la o ediție a Jocurilor Olimpice (2020) în care a câștigat o medalie de bronz. În 2024 a fost suspendat patru ani pentru dopaj.